# 강동진 (배구 선수)
강동진(1983년 8월 31일 ~ )은 대한민국의 배구 선수로 포지션은 레프트이다. 

## 생애
강동진은 초등학교 4학년때 배구를 시작하였으며, 기본기가 탄탄하고 공격력이 좋은 선수로 성장하였다. 덕분에 그는 한양대학교에 진학하였으며, 탄력 있는 점프력과, 안정된 수비, 강한 승부 근성이 조화를 이루며 '리틀 신진식'이라는 별명을 얻었다.
강동진은 2005년에 1라운드 1순위로 인천 대한항공 점보스에 입단하였고, 득점 5위(431점), 서브 리시브 8위(61.5%)의 성적을 거두며 신인상을 차지했다. 그로 인하여 도하 아시안 게임 대표팀에 선발되었지만 훈련 도중 오른손 부상을 당하며 대표팀에서 탈락되었고 그를 대신하여 신진식이 도하 아시안 게임에 출전하게 되었다. 손에 부상을 당하고도 출전을 강행하는 투혼을 보였지만 이번에는 무릎을 다치는 불운을 겪기도 했다. 그러나 안정된 수비를 바탕으로 천안 현대캐피탈 스카이워커스와의 경기에서 살아나면서 뛰어난 활약을 펼치며 2월의 MVP로 뽑혔다.
하지만 장광균이 군에서 전역한 NH농협 2007~2008 V-리그부터는 벤치를 지키는 날이 많아졌다. 그렇지만 그의 강한 서브 때문에 원포인트 서버로 교체되기도 하며, 2009년 2월 5일 대전에서 열린 대전 삼성화재 블루팡스와의 경기에서는 3세트에서 강서브로 상대 수비진을 뒤흔들며 연속 6점을 기록하는 데 기여하였다.
2012년 국군체육부대에서 군복무 도중 승부조작 사건과 연루되어 KOVO로부터 영구 제명되었다. 총 6경기 승부조작을 한 것으로 밝혀졌다.

## 별명
별명이 ‘간돈진’이다. 정규리그가 열리는 기간 동안 KBS N sports에서 스페셜-V를 방송하게 되는데, 힐스테이트 2006~2007 V-리그 정규리그 기간 중에 방송된 스페셜-V에서 한 여성 MC가 혀 짧은 발음을 하다 보니 이응(ㅇ) 받침 발음을 잘 못하고 니은(ㄴ) 받침 발음을 하게 되는 바람에 본의 아니게 강동진을 간돈진으로 발음하게 된 것이 유래이다.

## 대한민국 V-리그기록
- 트리플 크라운

2007년 2월 14일 (백어택 3개, 서브 에이스 4개, 블로킹 3개, 상대팀: 한국전력 배구단, 장소: 인천도원시립체육관)

## 수상 경력
- KT&G 2005~2006 V-리그 신인 선수상
- 힐스테이트 2006~2007 V-리그 2월 MVP